# Kalahariträdnäktergal
Kalahariträdnäktergal (Cercotrichas paena) är en fågel i familjen flugsnappare. Den förekommer i torra busk- och skogsmarker i södra Afrika. Beståndet anses vara livskraftigt.

## Utseende och läte
Kalahariträdnäktergalen är en medelstor sandbrun trädnäktergal med ljus, ostreckad undersidan. Ryggen är brun, övergumpen rödbrun, liksom stjärten som har ett vitspetsat svart ändband. Vitbrynad trädnäktergal har vitt på vingen och streckat bröst. Sången är varierad och musikalisk.

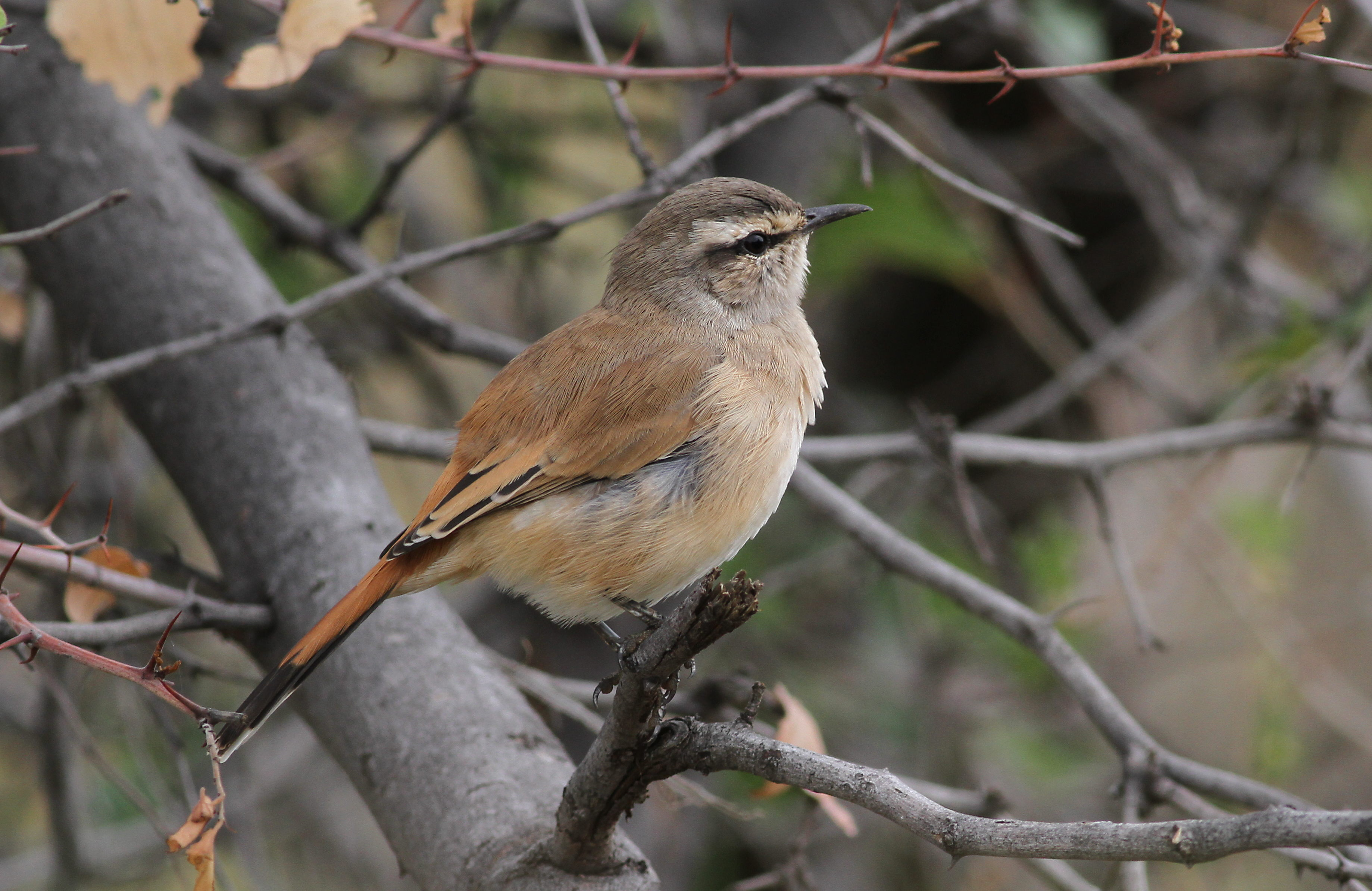

## Utbredning och systematik
Kalahariträdnäktergalen förekommer i södra Afrika. Den delas upp i fyra underarter med följande utbredning:
- Cercotrichas paena benguellensis – förekommer i sydvästra Angola (Benguelaprovinsen
- Cercotrichas paena damarensis – förekommer i Namibia
- Cercotrichas paena paena – förekommer i Botswana och norra centrala Sydafrika
- Cercotrichas paena oriens – förekommer i sydvästra Zimbabwe och nordöstra Sydafrika

Underarten damarensis inkluderas ofta i nominatformen.

### Familjetillhörighet
Trädnäktergal med släktingar ansågs fram tills nyligen liksom bland andra stenskvättor, stentrastar och buskskvättor vara små trastar. DNA-studier visar dock att de är marklevande flugsnappare (Muscicapidae) och förs därför numera till den familjen.

## Levnadssätt
Arten förekommer i buskmarker och bestånd av törnträd i öppet och torrt skogslandskap. Där ses den oftast i par, födosökande på marken med stjärten ofta rest och gungande i sidled, eller sittande i träd.

## Status
Arten har ett stort utbredningsområde och beståndet anses stabilt. Internationella naturvårdsunionen IUCN listar den därför som livskraftig (LC).

## Namn
Kalahari är ett stort öken- och stäppområde i södra Afrika.